# 에스페란토 도해대사전

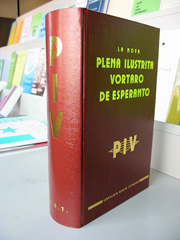
PIV 2002년판

《에스페란토 도해대사전》(-圖解大辭典, Plena Ilustrita Vortaro de Esperanto, 약자 PIV)은 세계 최대의 에스페란토-에스페란토 사전이다. 세계무민족성협회에서 출판한다. 제 1판은 1970년에 출판되었으며, 그 뒤 1987년, 2002년, 2005년에 각각 개정판이 출판되었다. 2010년부터 2012년까지 인터넷에 전자화하는 프로젝트가 진행되었고, 2012년부터 월드 와이드 웹으로 무료로 사용할 수 있다.

## 역사

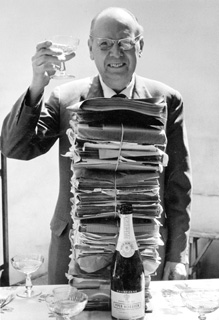
PIV 원고 뒤에 서 있는 PIV 편집자 가스통 바랭기앵

에스페란토 도해대사전의 모태는 1930년에 출판되고 1934년에 개정된 에밀 그로장모팽(Émile Grosjean-Maupin) 저(著) 《에스페란토 대사전》(Plena Vortaro de Esperanto, 약자 PV)이다. 1970년에, 프랑스의 언어학자이자 에스페란토 학술회 회장인 가스통 바랭기앵이 에스페란토 대사전을 개정하여 에스페란토 도해대사전(PIV)을 출판하였다. 이 1970년판은 15200여 개의 주표제어(부표제어를 포함하면 총 39400여 개)를 포함하였다.
《에스페란토 도해대사전》은 《에스페란토 대사전》에 비교해 여러 차이점 및 개선점을 보인다. PV는 알파벳 어순을 완전히 따르지 않았으나 (예를 들어, maljuna는 juna의 부표제어로 나옴) PIV는 완전하게 알파벳 어순을 따랐다. 또한, PIV는 푼다멘토에 수록된 어휘와 학술회 공식 추가 어휘(Oficialaj Aldonoj)를 따로 표기하였다.
1987년에는 가스통 바랭기앵과 롤랑 레브로드(프랑스어: Roland Levreaud) 저의 부록(Plena Ilustrita Vortaro de Esperanto, Suplemento)이 출판되었다. 이 부록은 1000여 개의 주표제어와 총 1300여 개의 표제어를 수록하였다.
2002년에는 미셸 뒤크고니나즈(Michel Duc-Goninaz)가 편집한 《에스페란토 신(新)도해대사전》(Nova Plena Ilustrita Vortaro)이라는 제목의 개정판이 출판되었다. 이는 16780 주표제어와, 총 46890개의 표제어를 수록하였다. 또한, 1970년판에는 삽화가 맨 뒤에 따로 수록되었지만 2002년판에는 표제어 사이에 수록되었다. 2002년판은 2002년 7월 7일에 열린 SAT 제 75회 총회에서 처음 발표되었다. 2005년에, 2002년판의 오류를 수정한 새 개정판이 출판되었다. 수정 내용은 SAT 웹사이트에서 볼 수 있다. 도해대사전 2005년판은 현재 (2012년 2월) €60에 판매된다.
2010년 여름에, E@I(Edukado ĉe Interreto 에두카도 체 인테르레토)에서 도해대사전의 전산화 작업을 시작하였다. 이 작업은 2012년 4월 4일 완료되었고, 현재 공식 웹사이트에서 무료로 사용할 수 있다.

## 참고 문헌
PIV에 대하여서는 많은 문헌이 있다. 에스페란토 논문 전자 목록(Elektronika Bibliografio de Esperantaj Artikolok)에는 이에 대하여 100여개의 논문이 수록되어 있다.
- Artikoloj (temo 칸에 "PIV" 검색)

주된 문헌은 다음과 같다.

### 1970년판에 대한 문헌
- Caubel, André (1969년 6월). “De A ĝis Z: Pli malpli zigzage pri la P.I.V.”. 《Sennaciulo》 (에스페란토): 58–60.
- Blanke, Detlev (1970). “Recenzo pri Plena Ilustrita Vortaro de Esperanto”. 《Der Esperantist》 (에스페란토) 44: 4-6.
- I.N. (1970). “Plena Ilustrita Vortaro”. 《La Brita Esperantisto》 (에스페란토) 764: 328.
- Rossetti, Reto (1970). “Paŝo per sepmejla boto”. 《La Brita Esperantisto》 (에스페란토) 768: 419–423.
- de Diego, Fernando (1970). “Epokfara vortaro: La Plena Ilustrita”. 《Boletin》 (에스페란토) 45 (181): 20–22.
- Waringhien, Gaston (1970년 7월). “La sortie du premier dictionnaire illustré d’Espéranto”. 《Espéranto Actualités  — Franca Esperantisto》 (프랑스어) 264: 9.
- Ma, Young-Tae (1994년 11월). “Studo pri Plena Ilustrita Vortaro de Esperanto”. 《La Espero el Koreio》 (에스페란토): 12–14.

### 2002년판에 대한 문헌
- Pabst, Bernhard (2002). “Post 32 jaroj: Nova PIV praktikas spagaton”. 《Esperanto aktuell》 (에스페란토).
- Wennergren, Bertilo (2002). “La nova PIV, Heroa verko — kun mankoj”. 《Monato》 (에스페란토) 23 (10): 25–27.